# Nevado El Fraile
Nevado El Fraile é uma montanha vulcânica na Cordilheira dos Andes na  região do Atacama, Chile com 6061 mtros de altitude. Juntamente com vários outros picos vulcânicos da região, incluindo Ojos del Salado, o vulcão mais alto do mundo, faz parte da Zona Vulcânica Central dos Andes. O pico mais alto mais próximo é Incahuasi, que fica a 7,9 quilômetros a leste.